# Sesamia calamistis
Sesamia calamistis là một loài bướm đêm trong họ Noctuidae.

## Hình ảnh

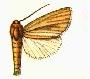